# Geesje Kwakkel
Geesje Kwakkel (Epe, 15 maart 1880 – Apeldoorn, 13 juni 1988) was vanaf 18 december 1987 de oudste levende vrouw van Nederland, na het overlijden van Aagje Zuidland-de Vries. Zij heeft deze titel 178 dagen gedragen.
Kwakkel overleed op de leeftijd van 108 jaar en 90 dagen. Haar opvolger was Cornelia Labruyère.